# Carmen Loréfice
Carmen Loréfice (6 de agosto de 1925-26 de mayo de 2025) fue una Madre de Plaza de Mayo Línea fundadora.

## Biografía

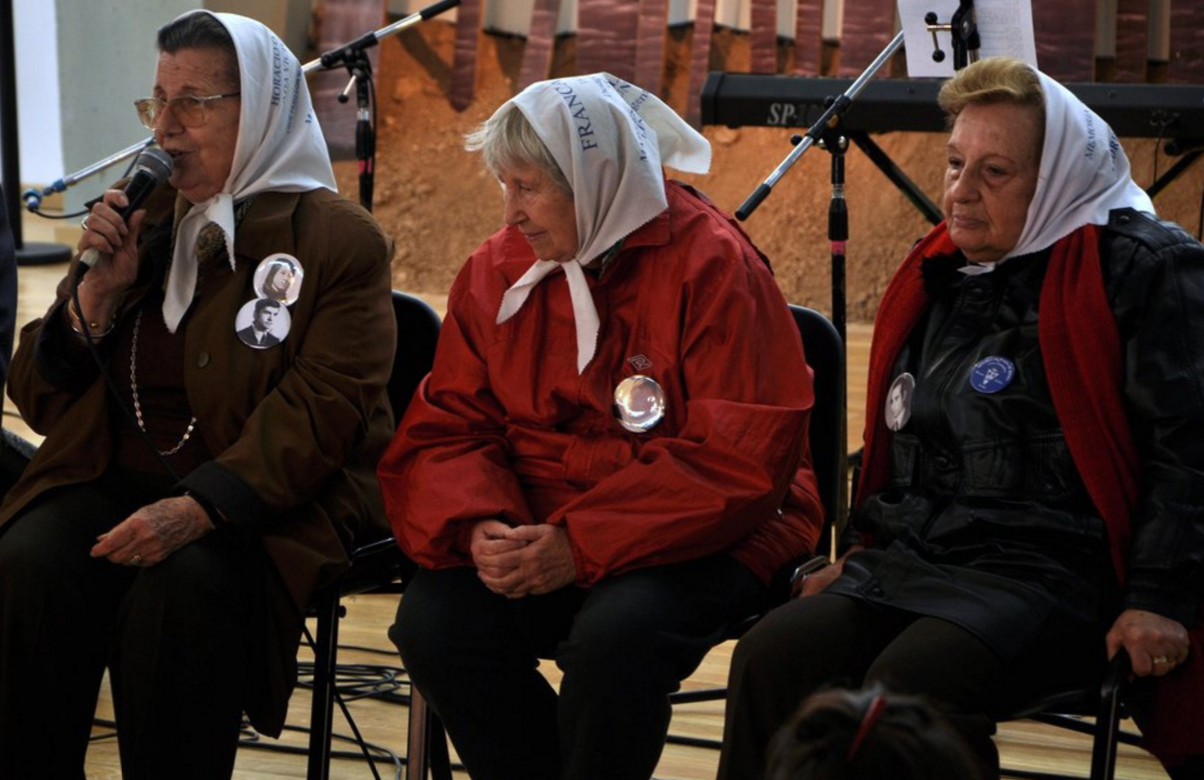
Carmen Lorefice junto con Haydeé García Gastelú y Vera Jarach, otras dos Madres de Línea-fundadora, durante una reunión

Carmen Loréfice era docente, aunque no ejercía su profesión. Madre de dos hijos, Lilian y Jorge Enrique Aggio, la desaparición de su hijo Jorge le llevó a iniciar una búsqueda individual, que se transformaría en colectiva al formarse la agrupación de Madres de Plaza de Mayo.

### Actividad
Como parte de su actividad de militancia por los derechos humanos, Carmen Loréfice visita escuelas y brinda su testimonio, con el objeto de preservar la memoria y favorecer la comprensión de los hechos. Acerca de sus sentimientos, expresa:

Cuando hablo de mi hijo siento orgullo, por lo que fue y por lo que sigue siendo para mí y porque la historia lo va a decir alguna vez, por algo luchó. Entonces siento admiración, siento un profundo dolor de tener tanta admiración, de poder recordarlo a cada momento y el no tenerlo.

En agosto de 2015, el Sindicato Argentino de Docentes Privados (SADOP) la homenajeó en el día de su cumpleaños y por "sus 90 años de lucha y militancia".

## Jorge Enrique Aggio
Jorge Enrique Aggio (15 de enero de 1947; Buenos Aires - secuestrado el 31 de julio de 1976; Buenos Aires - asesinado el 20 de agosto de 1976; Pilar, Buenos Aires). Estudió la escuela primaria en el Instituto Bernasconi y la secundaria en el Colegio Nacional de Buenos Aires (promoción año 1965, al igual que José Bronzel). Se recibió de Analista de Métodos y Sistemas en la Universidad de Buenos Aires. Estaba casado y tenía dos hijos. Trabajaba en una compañía en un importante cargo vinculado a su profesión. Sus compañeros y compañeras lo habían elegido como delegado sindical. Fue secuestrado camino al trabajo, mientras conducía su auto. Era militante de Montoneros. Fue asesinado el 20 de agosto de 1976 en lo que es conocido como la Masacre de Fátima.